# Amphictis
Amphictis — вимерлий рід хижих ссавців з родини пандових, який існував від пізнього олігоцену до середнього міоцену зі скам'янілостями, знайденими в Євразії та Північній Америці. Взаємозв'язки різних видів, а також їхні зв'язок з іншими пандовими не повністю зрозумілі. Зазвичай Amphictis відносять до базальної монотипної підродини Amphictinae, але немає впевненості, оскільки рід потенційно може бути парафілетичним.